# Tipula (Yamatotipula) albifrons
Tipula (Yamatotipula) albifrons is een tweevleugelige uit de familie langpootmuggen (Tipulidae). De soort komt voor in het Palearctisch gebied.